# Lac Granby
Pour les articles homonymes, voir Granby.
Le lac Granby (en anglais : Lake Granby) est un lac de barrage dans l'État américain du Colorado. Partie des Grands Lacs du Colorado, il est situé à une altitude de 2 525 m dans le comté de Grand. Il est protégé au sein de l'Arapaho National Recreation Area.